# 伊斯梅尔·捷马利
伊斯梅尔·捷马利（1844年1月16日—1919年1月24日），阿尔巴尼亚民族解放运动领导人，1912年11月29日宣布阿尔巴尼亚独立，并出任阿尔巴尼亚独立后的第一任国家元首，第一任总理和第一任外交部长。

## 生平
捷马利生于阿尔巴尼亚南部城市发罗拉一个贵族家庭，在家乡接受了初等教育后，在约阿尼亚的高中就读，1859年赴君士坦丁堡出任奥斯曼土耳其帝国的公务员，在米德哈特帕夏执政时期曾身居要职，曾管辖多个巴尔干城市，这期间他参与了阿尔巴尼亚字母表标准化的工作，并成了一个文化协会。至到1877年，阿卜杜勒哈米德二世罢免了Mid'hat Pasha出任奥斯曼土耳其帝国的哈里发，捷马利被流放至安纳托利亚西部的屈塔希亚。尽管后来捷马利又被委任为管辖贝鲁特的总督，但因哈米德二世不喜欢其改革派作风，捷马利在土耳其的政治生涯非常不顺利。1900年，捷马利乘坐当时英国驻土耳其大使的游艇到国外申请政治庇护，接下来的8年间捷马利一致过着流亡生活，但这八年间，捷马利一直在为宣传土耳其宪法和为编纂阿尔尼亚律法进行着活动。
在1908年青年土耳其党人发动革命后，捷马利在奥斯曼议会出任议员，与其他自由派政治家进行改革活动。在1908年政府镇压青年土耳其党人的活动期间，曾短暂担任过奥斯曼过每年大会主席，之后便一直致力于阿尔巴尼亚民族解放运动。1911年6月23日，捷马利在黑山的Gerče村与阿尔巴尼亚民族解放运动领导人会面，并共同签署了《Gerce备忘录》（因其封皮为红色又称作“红皮书”），并向奥斯曼帝国及欧洲诸国表达了民族意愿。

## 獨立
1912年11月28日，捷马利在其故乡发罗拉，与Luigji Gurakuq举起阿尔巴尼亚的旗帜宣布独立，并签署了《独立声明》，标志着奥斯曼帝国对阿尔巴尼亚长达500年统治的结束。来自阿尔巴尼亚全国各区的代表于1912年12月4日齐聚发罗拉，召开第四次发罗拉大会，宣布组建政府，捷马利出任总理。
1913年，阿尔巴尼亚内部亲奥斯曼势力将阿尔巴尼亚的皇冠授予奥斯曼帝国一位阿尔巴尼亚裔的部长，Izzat帕夏。Izzat帕夏指派另一位阿尔巴尼亚裔少将Beqir Grebenali为其在阿尔巴尼亚的代表，当时受捷马利管理的阿尔巴尼亚地方政府处决了Beqir Grebenali少将，这样的挑衅行为引起了签订《伦敦协议》六方的反对，捷马利被迫离开阿尔巴尼亚。
第一次世界大战期间，流亡在巴黎的捷马利与《每日邮报》的记者保持密切联系，不断刊登自己撰写的会议录，而且他的传记在他死后出版，也是奥斯曼土耳其帝国后期唯一一位用英语写传记的官员，捷马利的传记也是当时奥斯曼帝国走向衰落的见证。1918年，捷马利到达意大利并想方设法支持阿尔巴尼亚民族解放运动，但意大利政府要求其离境，不得已以访客身份留在佩鲁贾，最后死于心脏病突发。死后，捷马利遗体被送回发罗拉按照Bektashi流派的仪式埋葬。
| 無 原因：宣布獨立 | 阿尔巴尼亚元首                      | 繼任： 维德王朝的威廉大公     |
| 無 原因：宣布獨立 | 阿尔巴尼亚总理                      | 繼任： 图尔哈尼 帕夏 珀尔梅蒂 |
| 無 原因：宣布獨立 | 外交部长 {{s-after\|Myfit Libohova} |                               |